# Guida elettrica
La guida elettrica è un sistema servoassistito che deve assolvere, nel suo complesso, alle seguenti funzioni principali:
- provvedere al controllo direzionale del veicolo, attraverso la trasmissione della coppia motrice dal volante alle ruote;
- servoassistere la manovra di sterzata, in modo proporzionale alla coppia applicata alla colonna sterzo e alla velocità del veicolo;
- provvedere a far ritornare il volante nella posizione centrale corrispondente alla condizione di ruote diritte, una volta che sia terminata la manovra di sterzata (ritorno attivo). Tale funzione deve essere proporzionale alla velocità della vettura;
- minimizzare e smorzare le oscillazioni indesiderate dello sterzo in seguito a brusche manovre, in funzione della velocità del veicolo (smorzamento attivo).

A questi quattro aspetti funzionali principali, vanno poi aggiunti tutti i requisiti miranti a soddisfare le esigenze di sicurezza, comfort e affidabilità, decise dall'azienda produttrice in ottemperanza a direttive di legge e ai desideri del cliente.